# Roper (Caroline du Nord)
Roper est une ville américaine située dans le comté de Washington dans l'État de Caroline du Nord. En 2010, sa population était de 611 habitants.

## Démographie
| 1910 | 1920  | 1930 | 1940 | 1950 | 1960 |
| ---- | ----- | ---- | ---- | ---- | ---- |
| 819  | 1 043 | 660  | 716  | 793  | 771  |

| 1970 | 1980 | 1990 | 2000 | 2010 | - |
| ---- | ---- | ---- | ---- | ---- | - |
| 649  | 795  | 669  | 613  | 611  | - |

## Source de la traduction
- (en) Cet article est partiellement ou en totalité issu de l’article de Wikipédia en anglais intitulé « Roper, North Carolina » (voir la liste des auteurs).